# Dobřenec

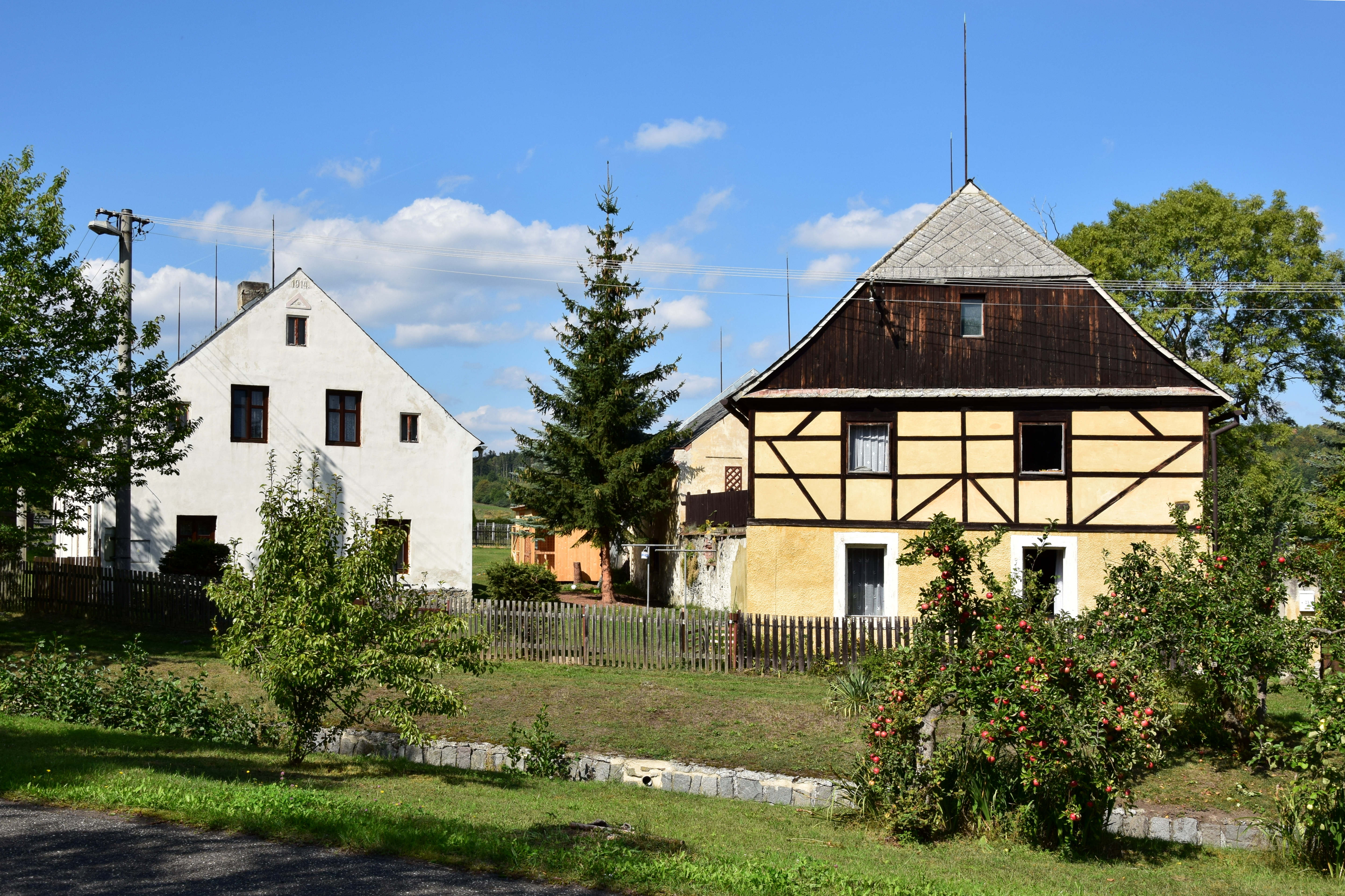
Häuser am Dorfplatz

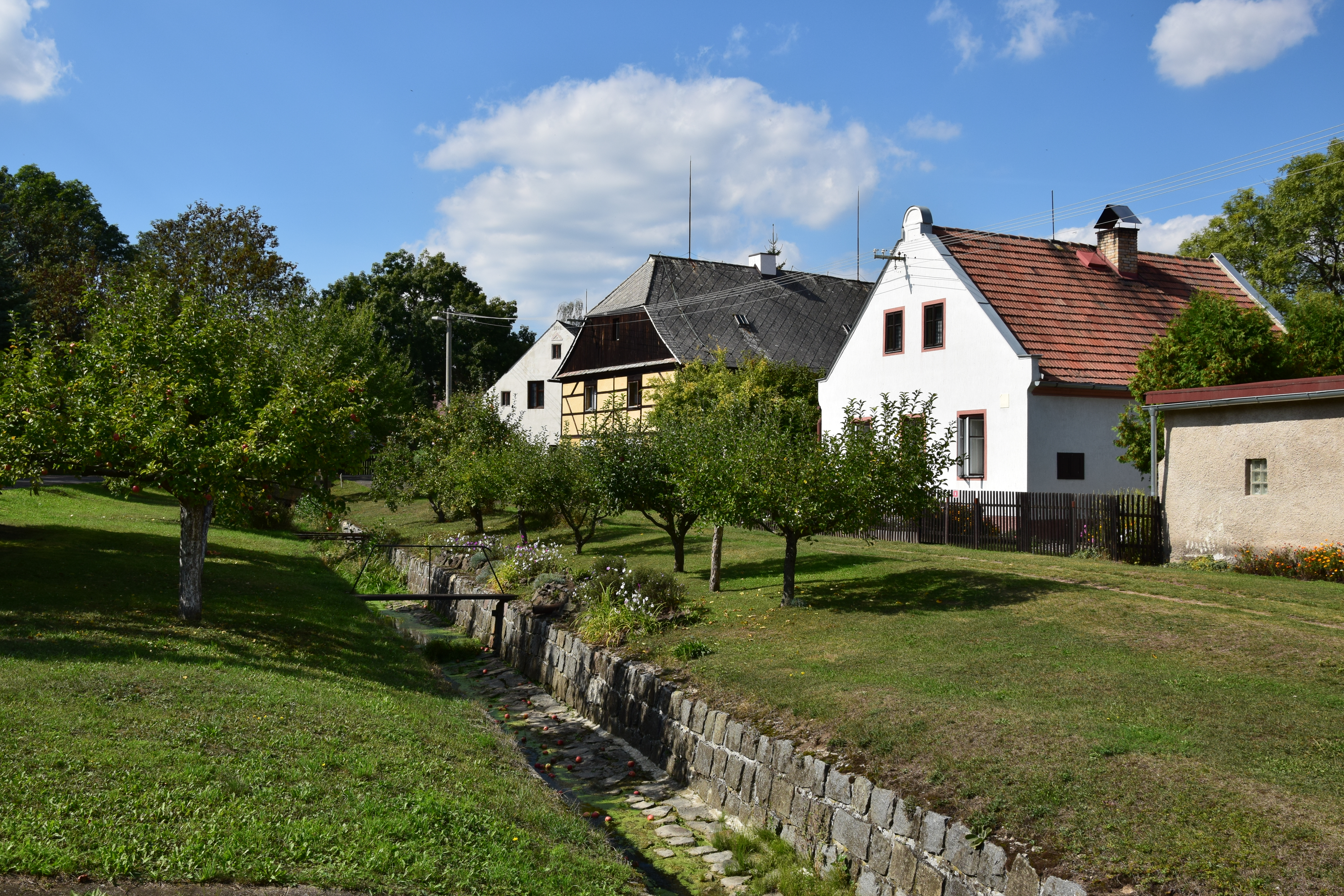
Dorfanger mit Bach Dobřenecký potok

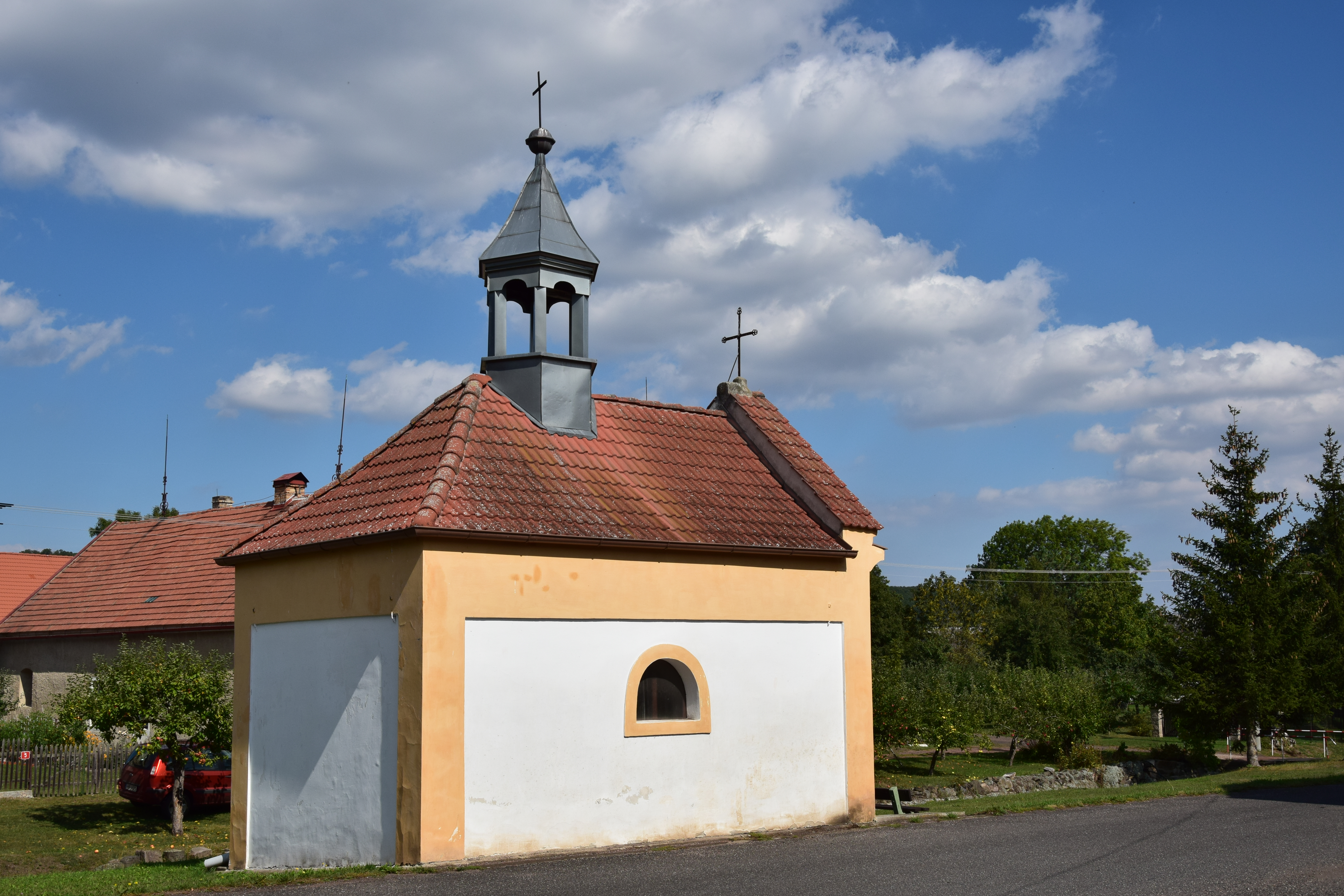
Kapelle des hl. Johannes von Nepomuk

Dobřenec (deutsch Dobrenz) ist ein Ortsteil der Stadt Mašťov (Maschau) in Tschechien. Das Dorf liegt zwölf Kilometer westlich von Podbořany (Podersam) und gehört zum Okres Chomutov. 

## Geographie
Das Angerdorf Dobřenec befindet sich in den östlichen Ausläufern des Duppauer Gebirges am Bach Dobřenecký potok (Dubabach). Gegen Norden erstreckt sich das Waldgebiet Mašťovský les (Marktbusch). Nordöstlich erheben sich die Houština (Buschberg; 531 m n.m.) und der Stráž (Hutberg; 466 m n.m.), im Süden die Houšťka (Hundsbusch; 557 m n.m.), südwestlich die Lopota (Schwilsberg; 641 m n.m.) und der Konický vrch (Pfaffenberg; 625 m n.m.), im Westen die Radkoppe (648 m n.m.), die Dubina (Eichberg; 730 m n.m.) und die Dubá (In der Tuba; 558 m n.m.). Dobřenec liegt im Naturpark Doupovská pahorkatina.
Nachbarorte sind Sedlec u Radonic und Arnoštov (Ernestihof) im Norden, Mašťov und Němčany (Niemtschau) im Nordosten, Ovčín (Schäferei) und Brody (Pröllas) im Osten, Chmelištná (Chmelischen) im Südosten, Emanuelův Dvůr (Emanuelshof) und Podbořanský Rohozec (Deutsch Rust) im Süden sowie Bukovina (Buckwa) und Konice (Kunitz) im Südwesten. Auf dem Truppenübungsplatz Hradiště liegen folgende erloschene Dörfer: im Westen Tureč (Turtsch) und nordwestlich Sedlec (Zettlitz).

## Geschichte
Die erste urkundliche Erwähnung von Dobrsenz erfolgte 1281 als Sitz des Pyrsedote de Dobrsenz (Předota z Dobřence). 
Später wurde das Gut der Herrschaft Mašťov (Maschau) zugeschlagen, zu der es bis ins 16. Jahrhundert gehörte. 1401 wurde das Dorf als Dobrziencz, 1455 als Dobrzincz, 1542 als Dobrzen, 1545 als Dobržencz, 1593 als Doberencz und 1615 als Dobrzenicz bezeichnet. Nach der Schlacht am Weißen Berg zog sich der Besitzer der Herrschaft Maschau, Johann Heinrich von Stampach, die besondere Ungnade der Sieger zu, weil er 1619 König Friedrich I. auf Schloss Maschau beherbergt hatte. 1622 wurde sein gesamter Besitz konfisziert und im Jahr darauf an den kaiserlichen General Wilhelm Verdugo di Fauleria verkauft, der Maschau mit der Herrschaft Duppau und dem Gut Neprowitz vereinigte. Während des Dreißigjährigen Krieges verödete das Dorf. Joachim Verdugo veräußerte Dobrentz nach dem Kriege an Hermann Czernin von Chudenitz, der es seiner Herrschaft Schönhof zuschlug. In der berní rula der Herrschaft Schönhof sind 1654 für Dobrentz nur noch vier Bauern und neun Chalupner aufgeführt; von den 130 Strich Ackerland lagen 80 wüst. 1787 bestand Dobrenz aus 19 Häusern. Vom Lusthaus im Tubabusch war bereits nichts mehr erhalten. 1845 fiel das Czerninsche Familienfideikommisserbe Eugen Czernin von und zu Chudenitz zu. 
Im Jahre 1846 bestand das im Saazer Kreis gelegene Dorf Dobrenz aus 25 Häusern mit 139 deutschsprachigen Einwohnern. Im Ort gab es eine öffentliche Kapelle und ein Wirtshaus. Pfarrort war Maschau. Bis zur Mitte des 19. Jahrhunderts blieb Dobrenz der Fideikommissherrschaft Schönhof und Miltschowes untertänig.
Nach der Aufhebung der Patrimonialherrschaften bildete Dobrenz/Dobřenec ab 1850 mit dem Ortsteil Emanuelshof eine Gemeinde im Gerichtsbezirk Duppau. 1868 wurde Kunitz nach Dobrenz eingemeindet und die Gemeinde dem Bezirk Kaaden zugeordnet. 1869 bestand das Dorf aus 25 Häusern und hatte 143 Einwohner. Im Jahre 1900 hatte Dobrenz 135 Einwohner, 1910 waren es 120. Nach dem Ersten Weltkrieg zerfiel der Vielvölkerstaat Österreich-Ungarn, das Dorf wurde 1918 Teil der neu gebildeten Tschechoslowakischen Republik. Beim Zensus von 1921 lebten in den 64 Häusern der Gemeinde 371 Personen, davon 368 Deutsche. Davon lebten 147 in Dobrenz (25 Häuser), 132 in Kunitz (25 Häuser) und 92 in Emanuelshof (14 Häuser). Haupterwerbsquellen waren Ackerbau und Viehzucht. 1930 lebten in den 25 Häusern von Dobrenz 146 Personen, in der Gemeinde waren es 387. In Dobrenz gab es zu dieser Zeit eine Schmiede und ein Wirtshaus. Die Gemarkung Dobrenz umfasste eine Fläche von 641 ha, davon 408 ha Ackerland und 122 ha Wald. Nach dem Münchner Abkommen wurde Dobrenz im Oktober 1938 dem Deutschen Reich zugeschlagen und gehörte bis 1945 zum Landkreis Kaaden. 1939 hatte die Gemeinde 346 Einwohner. Nach dem Ende des Zweiten Weltkrieges kam Dobřenec zur wiedererrichteten Tschechoslowakei zurück. Nach der Aussiedlung der deutschen Bewohner wurde das Dorf nur schwach mit Tschechen wiederbesiedelt. 1950 lebten in den 29 Häusern von Dobřenec 70 Personen. Im Zuge der Errichtung des Truppenübungsplatzes Hradiště wurde die Gemeinde 1950 aufgelöst und Dobřenec nach Kadaňský Rohozec eingemeindet; die ausgedehnten Waldgebiete wurden dabei von der Gemarkung abgetrennt und dem Militärgebiet einverleibt. Bei der Gebietsreform von 1960 erfolgte die Aufhebung des Okres Kadaň; die drei Dörfer der Exklave von Kadaňský Rohozec wurden der angrenzenden Gemeinde Mašťov zugeordnet. Seit den 1960er Jahren war die Einwohnerzahl stark rückläufig. 1991 bestand Dobřenec aus 17 Häusern und hatte 6 Einwohner. Beim Zensus von 2011 lebten in den 19 Häusern von Dobřenec 10 Personen. 

## Ortsgliederung
Dobřenec bildet einen Katastralbezirk, zu dem auch die Wüstung Emanuelův Dvůr (Emanuelshof) gehört.

## Bauwerke
- Kapelle des hl. Johannes von Nepomuk, auf dem Dorfanger